# Justin Bijlow
Justin Bijlow (Rotterdam, 1998. január 22. –) holland válogatott labdarúgó, a Feyenoord játékosa.

## Pályafutása

### Klubcsapatokban
A Feyenoord saját nevelésű játékosaként 2015-ben profi szerződést kötött a klubbal, amelyet 2016. október 27-én 2021 nyaráig meghosszabbítottak. 2017. augusztus 13-án mutatkozott be a felnőttek között a bajnokságban a Twente ellen.

### A válogatottban
Többszörös korosztályos válogatott. Tagja volt a 2014-es és a 2015-ös U17-es labdarúgó-Európa-bajnokságon, valamint a 2017-es U19-es labdarúgó-Európa-bajnokságon és a 2021-es U21-es labdarúgó-Európa-bajnokságon pályára lépő válogatottnak. 2020 novemberében meghívót kapott a felnőtt válogatottba, de sérülés miatt vissza kellett lépnie. 2021. szeptember 1-jén mutatkozott be Norvégia elleni 2022-es labdarúgó-világbajnokság-selejtező mérkőzésen. 2022 novemberében bekerült a 2022-es labdarúgó-világbajnokságra utazó keretbe.

## Statisztika

### A válogatottban
2021. november 13-án frissítve.
| Hollandia | Hollandia       | Hollandia |
| Év        | Pályára lépések | Gólok     |
| --------- | --------------- | --------- |
| 2021      | 6               | 0         |
| 2022      | 0               | 0         |
| Összesen  | 6               | 0         |

## Sikerei, díjai

### Klub
- Feyenoord
  - Eredivisie: 2016–17
  - Holland kupa: 2017–18
  - Holland szuperkupa: 2017, 2018

### Egyéni
- U19-es labdarúgó-Európa-bajnokság – A torna csapatának tagja: 2017

## Külső hivatkozások
- Justin Bijlow adatlapja a Transfermarkt oldalon (angolul)
- Justin Bijlow adatlapja a Soccerway oldalon (angolul)